# Méouzette
La Méouzette est une rivière française des départements de la Corrèze et de la Creuse, affluent du Chavanon et sous-affluent de la Dordogne.

## Géographie
La Méouzette prend sa source dans le département de la Creuse à 785 mètres d’altitude à l’intérieur du camp militaire de La Courtine, au lieu-dit Vernières, à l'ouest de Saint-Maurice, sur la commune de Malleret.
Elle traverse l’étang de Vernières, passe sous la route départementale (RD) 18A3 puis alimente l'étang de Méouze qui s'étend sur 62 hectares. Au sortir de celui-ci, elle est franchie successivement par la RD 996 puis une deuxième fois par la RD 18A3. Elle est grossie en rive droite par le ruisseau des Meunières puis passe sous la RD 30L au moulin des Chevilles. Elle reçoit le ruisseau des Allis en rive droite et entre ensuite en Corrèze, marquant brièvement sur moins de 300 mètres  la limite entre les deux départements. Le ruisseau des Bœufs conflue avec elle en rive gauche. Au pont de Malcornet, elle passe sous la RD 22 et s'engage dans des gorges longues de six kilomètres pouvant atteindre 70 mètres de profondeur, recevant le Feyt en rive droite.
Elle est franchie par la RD 101 et rejoint 100 mètres plus loin le Chavanon en rive droite, à 677 mètres d’altitude, en amont du lieu-dit le Moulin de la Roche, deux kilomètres au sud-est du bourg de Laroche-près-Feyt.
S'écoulant d'ouest-nord-ouest vers l'est-sud-est, la Méouzette est longue de 23,9 km. Avec un dénivelé de 108 mètres, sa pente moyenne s'établit à 4,52 mètres par kilomètre.

### Communes et départements traversés
La Méouzette arrose six communes dans les départements de la Creuse et de la Corrèze, soit d'amont vers l'aval :
- Creuse : Malleret (source), Saint-Oradoux-de-Chirouze, Flayat, Saint-Merd-la-Breuille ;
- Corrèze : Feyt, Laroche-près-Feyt (confluence avec le Chavanon).

### Bassin versant
Son bassin versant s'étend sur 102 km2. Il est constitué à 49.83 % de « territoires agricoles », à 49.69 % de « forêts et milieux semi-naturels » et à 0.58 % de « surfaces en eau ». Outre les six communes baignées par la Méouzette, le bassin en concerne également deux autres en Corrèze : Eygurande et Lamazière-Haute baignées par le Feyt.

### Affluents
Parmi les treize affluents répertoriés par le Sandre, quatre portent un nom. D'amont vers l'aval se suivent :
- le ruisseau des Meunières (3,5 km) en rive droite[4] ;
- le ruisseau des Allis (3,2 km) en rive droite[5] ;
- le ruisseau des Bœufs (2,8 km) en rive gauche[6], qui sert de limite entre  Creuse et Corrèze sur plus d'un kilomètre ;
- le Feyt ou ruisseau de Feyt (15,9 km) en rive droite[3], qui arrose le bourg de Feyt et dont les six premiers kilomètres en amont servent de limite départementale entre Corrèze et Creuse.

Le ruisseau des Meunières a un affluent qui arrose le bourg de Saint-Oradoux-de-Chirouze, et un sous-affluent. Le nombre de Strahler de la Méouzette est donc de quatre.

## Galerie de photos

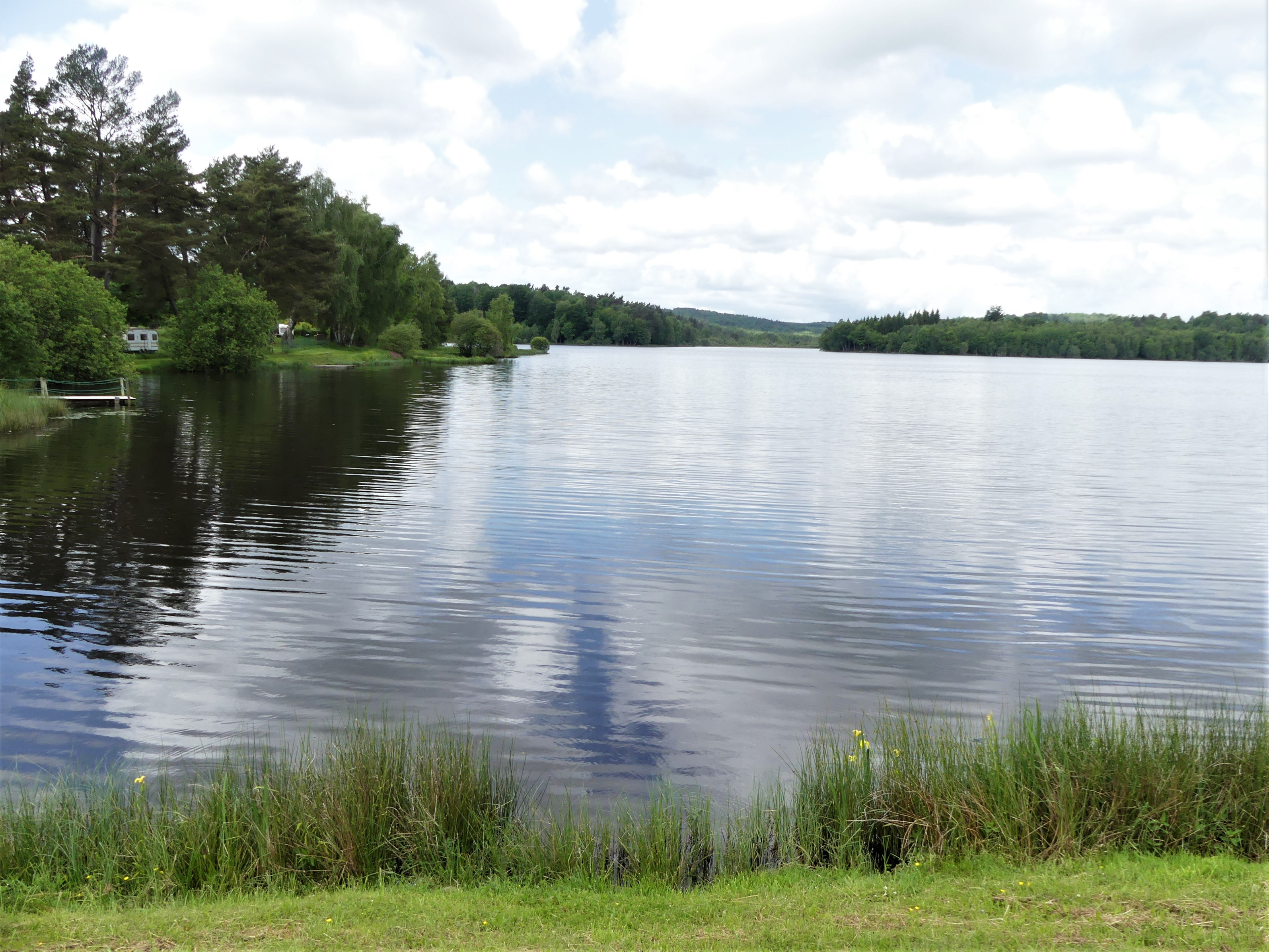
L'étang de Méouze à Saint- Oradoux-de-Chirouze.
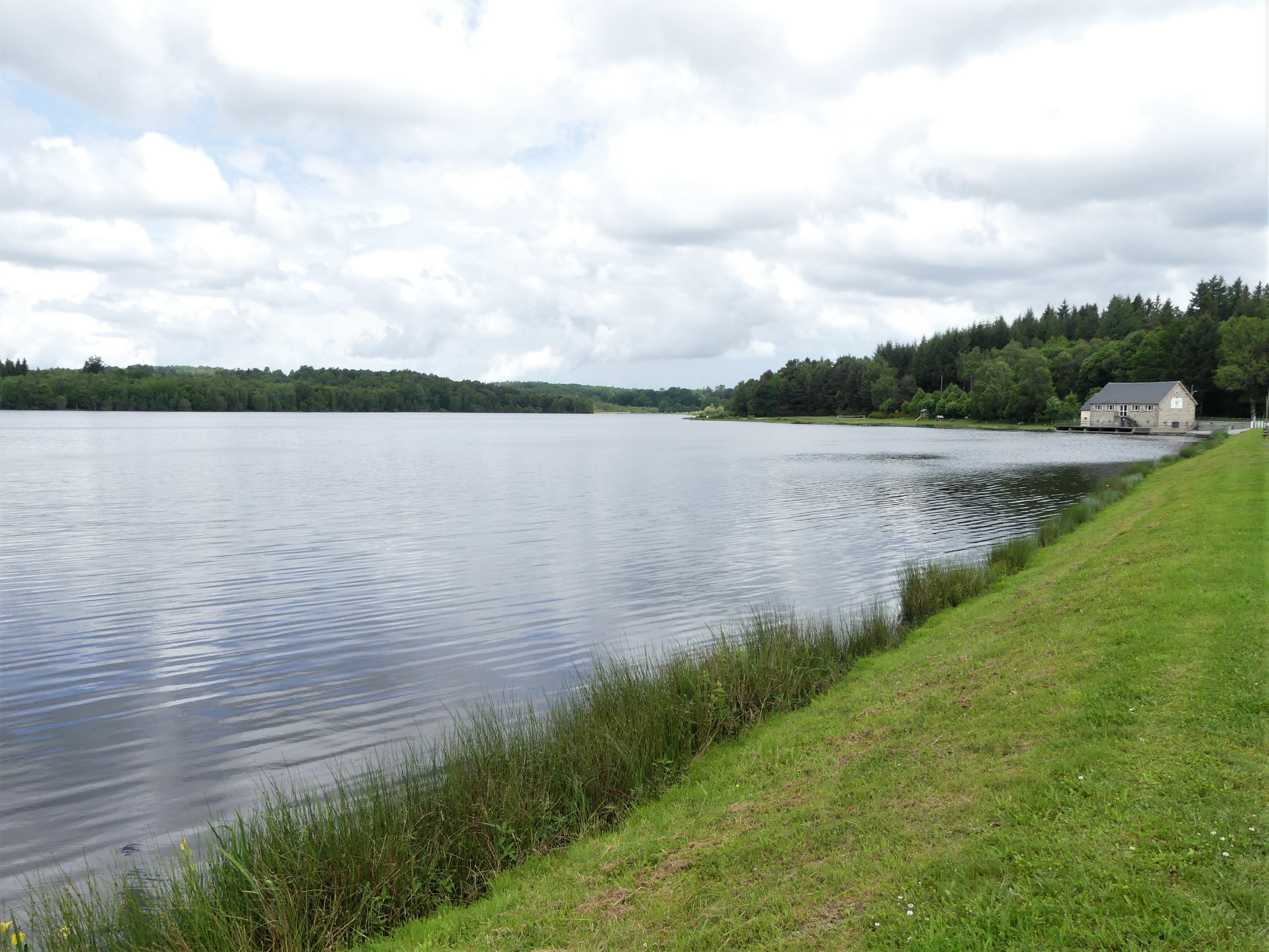
Idem.
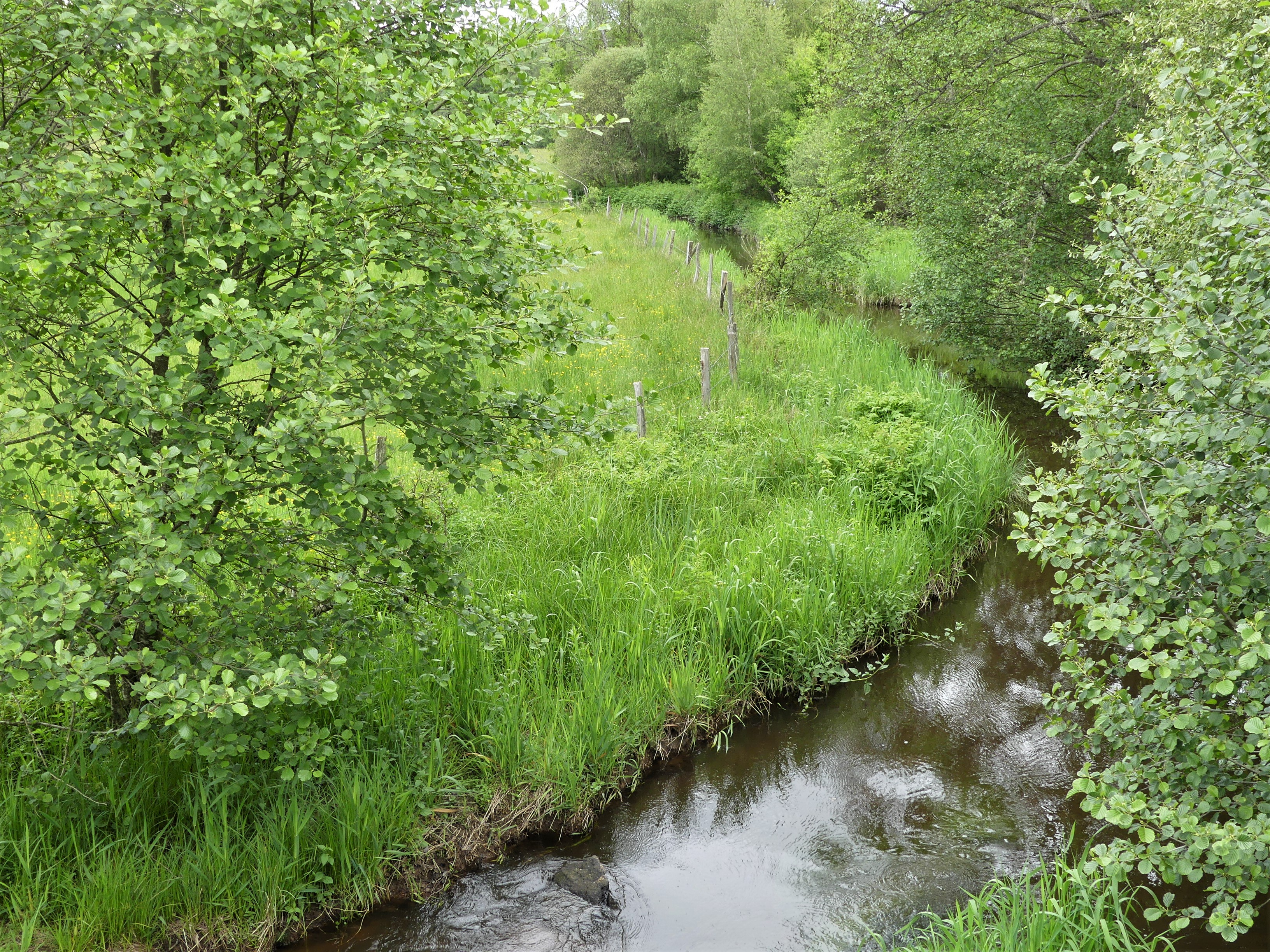
La Méouzette à Saint-Merd-la-Breuille.